# Ovidiu Puiu
Ovidiu Puiu (n. 8 iulie 1969, București, România) este un senator român, ales în 2020 din partea PSD. 
În calitate de senator este membru în Comisia pentru învățământ din Senat, în Comisia pentru Mediu și în Comisia pentru Știință, inovare și tehnologie. 
Ovidiu Puiu este membru al Grupului parlamentar de prietenie cu Emiratele Arabe Unite, al Grupului parlamentar de prietenie cu India și al Grupului parlamentar de prietenie cu Republica Federativa a Braziliei. 
Din 2000 este profesor universitar. Din 2012 până în prezent este profesor universitar, Rector Universitatea "Constantin Brâncoveanu" din Pitești. În perioada 2000–2012 a ocupat funcția de profesor universitar, Prorector Universitatea "Constantin Brâncoveanu" din Pitești.
În perioada 1996–2000 a fost conferențiar universitar, Decan, Prorector la Universitatea "Constantin Brâncoveanu" din Pitești.
În perioada 1994–1996 a fost lector universitar, director de studii Universitatea "Constantin Brâncoveanu" din Pitești.
În perioada 1987–1994 a fost asistent cercetător la Institutul de Economie Mondială, București.